# Paritosh Sen
Paritosh Sen (Dhaka, 18 oktober 1918 – Calcutta, 22 oktober 2008) was een Indiase schilder en schrijver. Hij gold als een pionier van de moderne kunst.
Sen werd geboren in een kinderrijk gezin. Zijn ouders waren ayurvedische genezers. Sen studeerde kunst in Chennai en (vanaf 1949) in Parijs (Academie Andre Lhote, Academie la Grande Chaumiere, École des Beaux-Arts en École des Louvre).
In 1941 was hij een van de oprichters van de Calcutta Group, een beweging die een rol speelde bij de introductie van het modernisme in de kunst van India. De beweging had tot in de jaren zestig veel invloed. In 1954 ontmoette hij Pablo Picasso, een ontmoeting die veel indruk op Sen maakte. Veel later werk verraadt de invloed van Picasso.
Sen heeft veel exposities gehad, in India, maar ook daarbuiten: onder meer Londen (1962), Sao Paolo Biennale (1965), Zweden (1984) en Havanna Bienale (1986). Zijn laatste show had hij in Calcutta, in Gallerie 88. Hij was 88 en er hingen 88 werken.
Sen werkte aan een expositie toen hij overleed aan de gevolgen van een longinfectie.

## Boeken van Sen
- Jindabahar O Onyanyo (Jindabahar Lane)
- A Tree in My Village
- Fire and Other Images
- Paritosh Sen: In Retrospect